# Hispaniosoma racovitzai
Hispaniosoma racovitzai är en mångfotingart som beskrevs av Ribaut 1913. Hispaniosoma racovitzai ingår i släktet Hispaniosoma och familjen Opisthocheiridae. Inga underarter finns listade i Catalogue of Life.